# Yasser Al Qahtani
Yasser Al Qahtani, född 10 oktober 1982, är en saudiarabisk fotbollsspelare. Han spelar i Al-Hilal.